# Rue des Guillemites
Rue des Guillemites är en gata i Quartier Saint-Gervais i Paris 4:e arrondissement. Rue des Guillemites, som börjar vid Rue Sainte-Croix-de-la-Bretonnerie 10 och slutar vid Rue des Blancs-Manteaux 9, är uppkallad efter les guillemites, det vill säga hieronymiternas orden, vilken år 1297 installerade sig i klostret vid Notre-Dame-des-Blancs-Manteaux.

## Omgivningar
- Notre-Dame-des-Blancs-Manteaux
- Rue des Blancs-Manteaux
- Clos des Blancs-Manteaux
- Fontaine des Guillemites
- Rue Pecquay
- Saint-Gervais-Saint-Protais
- Square Charles-Victor-Langlois
- Impasse des Arbalétriers
- Impasse de l'Hôtel-d'Argenson
- Jardin des Rosiers – Joseph-Migneret
- Rue des Singes
- Rue de l'Abbé-Migne

## Bilder
| - Notre-Dame-des-Blancs-Manteaux. - Clos des Blancs-Manteaux. - Square Charles-Victor-Langlois. |

| - Fontaine des Guillemites. - Rue Pecquay. - Rue de l'Abbé-Migne. |

## Kommunikationer
- Tunnelbana – linjerna   – Hôtel de Ville
- Tunnelbana – linje  – Rambuteau
- Busshållplats Rue Vieille-du-Temple – Paris bussnät, linje 29

### Webbkällor
- ”Rue des Guillemites”. Mairie de Paris. http://www.v2asp.paris.fr/commun/v2asp/v2/nomenclature_voies/Voieactu/4356.nom.htm. Läst 21 april 2021.
- ”Rue des Guillemites”. Les rues de Paris. https://www.parisrues.com/rues04/paris-04-rue-des-guillemites.html. Läst 21 april 2021.